# Tokaanu
Tokaanu est une petite localité de la région de Waikato, dans l’Île du Nord de la Nouvelle-Zélande.

## Situation
Elle est située tout près de la ville de Turangi à l’extrémité sud du lac Taupo.

## Particularités
Le marae local de Tokaanu et la maison de rencontre de Puhaorangi sont des zones de rassemblement de l’hapū des Ngāti Tūwharetoa (en) des Ngāti Kurauia (en) , .
Les bassins thermaux de Tokaanu (« TokaarauThermal Pools») et l’accès facile au lac Taupo en fait une destination réputée de vacances près d’un lac.
Un court chemin de promenade à travers la zone thermale de Tokaanu conduit à des bassins d’eau minérale chaude jaillissante et de petit bassins de boue dispersés parmi le bush natif.
Vers l’est de la ville de Tokaanu, une autre courte promenade conduit à grimper à 490 m d’altitude au niveau du « mont Manganamu», un dôme de lave éteinte  ,.
Avant le développement de la ville de Turangi, dans les années 1960, Tokaanu était le principal lieu de colonisation au niveau de l’extrémité sud du lac Taupo.
Elle était connue des Māori depuis des siècles pour ses piscines d’eau thermale naturelle, mais les bassins devinrent un point d’arrêt majeur dans le cadre du ‘Grand Tour’, le circuit en diligence, qui allait de la ville de Wanganui, en direction de Taupo dans les années 1800.
Les passagers arrivaient par la voiture de poste à partir de Waiouru, et repartaient par le vapeur à partir du quai historique de Tokaanu en direction de la ville de Taupo
La  centrale de Tokaanu (en), est le plus important barrage hydro-électrique mis en place dans le cadre du projet de centrales de Tongariro (en), qui furent construites dans le secteur dans les années 1960.